# 日蚀号
日蚀号（德語：Eclipse）是德国布洛姆+福斯造船厂建造的一艘豪华私人游艇。所有者为俄罗斯富豪罗曼·阿布拉莫维奇。 在2013 年 4 月Azzam号下水前，该游艇号称为世界第一大私人游艇，耗资约3亿4000万欧元。除了具有豪华设施外，游艇上还配备有雷达、导弹防御系统、近距离武器识别系统等安保防御设施，此外所有客房都安装了防弹玻璃。